# Justice (Virginia Occidental)
Justice es un lugar designado por el censo ubicado en el condado de Mingo en el estado estadounidense de Virginia Occidental. En el Censo de 2010 tenía una población de 412 habitantes y una densidad poblacional de 115,44 personas por km².

## Geografía
Justice se encuentra ubicado en las coordenadas 37°36′5″N 81°50′1″O / 37.60139, -81.83361. Según la Oficina del Censo de los Estados Unidos, Justice tiene una superficie total de 3.57 km², de la cual 3.42 km² corresponden a tierra firme y (4.21%) 0.15 km² es agua.

## Demografía
Según el censo de 2010, había 412 personas residiendo en Justice. La densidad de población era de 115,44 hab./km². De los 412 habitantes, Justice estaba compuesto por el 100% blancos, el 0% eran afroamericanos, el 0% eran amerindios, el 0% eran asiáticos, el 0% eran isleños del Pacífico, el 0% eran de otras razas y el 0% pertenecían a dos o más razas. Del total de la población el 0.24% eran hispanos o latinos de cualquier raza.